# Spot (lampa)
Lampa punktowa (ang. spot, tj. „plamka”, „punkcik”) – typ lampy elektrycznej lub oprawy oświetleniowej, która daje oświetlenie w postaci snopu światła zbliżonego w kształcie do stożka.
Lampy tego typu używane są często w oświetleniu wnętrz, w celu wyeksponowania wybranych elementów. Ich zaletą jest możliwość skupienia światła w ściśle określonym obszarze. Wadą natomiast jest stosunkowo małe natężenie światła i konieczność stosowania wielu spotów lub dodatkowego oświetlenia ogólnego, aby zapewnić wystarczającą jasność w pomieszczeniu.
Skupienie snopu światła możliwe jest dzięki zastosowaniu zwierciadła parabolicznego, które odbija światło w wybranym kierunku. Niektóre lampy typu spot posiadają uchwyty umożliwiające zmianę kierunku świecenia lampy, inne są zamontowane na stałe, na przykład w suficie.
Źródła światła określane jako spot lub spotlight występują również w oświetleniu scen w trójwymiarowej grafice komputerowej.